# Попково (Ярославская область)
Попково — деревня в Даниловском районе Ярославской области России, входит в состав Даниловского сельского поселения, относится к Даниловскому сельскому округу. 

## География
Расположена на берегу речки Пеленга в 6 км на северо-запад от райцентра города Данилова.

## История
В конце XIX — начале XX века деревня являлась центром Попковской волости Даниловского уезда Ярославской губернии.
С 1929 года деревня являлась центром Попковского сельсовета Даниловского района, с 1954 года — в составе Ломовского сельсовета, в 1980-е годы — в составе Даниловского сельсовета, с 2005 года — в составе Даниловского сельского поселения.

## Население
| 1859 | 2002 | 2007 | 2010 |
| ---- | ---- | ---- | ---- |
| 71   | ↗78  | →78  | ↘65  |